# Widad Amel Baladiat Tissemsilt
Maillots
Dernière mise à jour : 30 avril 2020.
Le Widad Amel Baladiat Tissemsilt (en arabe : وداد أمل بلدية تيسمسيلت), plus couramment abrégé en WAB Tissemsilt ou encore en WABT, est un club algérien de football fondé en 1947 et basé dans la ville de Tissemsilt.

## Histoire
Le Widad Amel Baladiat Tissemsilt est fondé en 1947 sous le nom de Sporting Club de Vialar, il évolue dans le championnat algérois de la Ligue d'Alger de Football Association avant l'indépendance du pays.
Actuellement, le Widad Amel Baladiat Tissemsilt évolue en 2e et 3e divisions algériennes dans les années 1990 et 2000. Actuellement[Quand ?], le club évolue en Inter-Régions (D4). En Coupe d'Algérie, la meilleure performance du Widad Amel Baladiat Tissemsilt reste un huitième de finale, atteint lors de l'édition 1999-2000. Le club est alors éliminé par le futur vainqueur de la compétition, le CR Beni-Thour.

## Structures du club

### Infrastructures
Le Widad Amel Baladiat Tissemsilt joue ses matches à domicile au Stade Chahid Djilali Bounaâma.

## Identité du club

### Logo et couleurs
Depuis la fondation du Widad Amel Baladiat Tissemsilt en 1947, ses couleurs sont toujours le vert et rouge, couleurs du drapeau algérien.

Ancien logo
Logo actuel.

## Culture populaire
Le Widad Amel Baladiat Tissemsilt est le club phare de la ville de Tissemsilt.

### Rivalités
Le rival du Widad Amel Baladiat Tissemsilt est l'autre club de la ville: l'Union Sportive Baladiat Tissemsilt qui a vu le jour en 2008.

## Parcours

### Parcours du WAB Tissemsilt en coupe d'Algérie
| Saison  | Tour        | Matchs                  | Résultats     |
| ------- | ----------- | ----------------------- | ------------- |
| 1962-63 | 1re T.R     | OM Ameur-El-Aïn         | 1-0           |
| 1963-64 | ?e T.R      |                         | ?             |
| 1964-65 | ?           | ?                       | ?             |
| 1965-66 | ?e T.R      |                         | ?             |
| 1966-67 | ?           | ?                       | ?             |
| 1967-68 | ?           | ?                       | ?             |
| 1968-69 | ?           | ?                       | ?             |
| 1969-70 | ?           |                         | ?             |
| 1970-71 | ?           |                         | ?             |
| 1971-72 | ?           | ?                       | ?             |
| 1972-73 | ?           | ?                       | ?             |
| 1973-74 | ?           | ?                       | ?             |
| 1974-75 | ?           | ?                       | ?             |
| 1975-76 | ?           | ?                       | ?             |
| 1976-77 | ?           | ?                       | ?             |
| 1977-78 | ?           | ?                       | ?             |
| 1978-79 | ?           | ?                       | ?             |
| 1979-80 | ?           | ?                       | ?             |
| 1980-81 | ?           | ?                       | ?             |
| 1981-82 | ?           | ?                       | ?             |
| 1982-83 | ?           | ?                       | ?             |
| 1983-84 | ?           | ?                       | ?             |
| 1984-85 | ?           | ?                       | ?             |
| 1985-86 | ?           | ?                       | ?             |
| 1986-87 | ?           | ?                       | ?             |
| 1987-88 | ?           | ?                       | ?             |
| 1988-89 | ?           | ?                       | ?             |
| 1989-90 | N.J         | N.J                     | N.J           |
| 1990-91 | ?           | ?                       | ?             |
| 1991-92 | ?           | ?                       | ?             |
| 1992-93 | N.J         | N.J                     | N.J           |
| 1993-94 | 4e T.R      | OM Arzew                | 3-0           |
| 1994-95 | 1/32 finale | CC Sig                  | 3-3 t.a.b     |
| 1995-96 | 3e T.R      | IRB Sidi M'hamed Benali | ?             |
| 1996-97 | ?           | ?                       | ?             |
| 1997-98 | ?           | ?                       | ?             |
| 1998-99 | ?           | ?                       | ?             |
| 1999-00 | 1/8 finale  | CR Beni Thour           | 5-0           |
| 2000-01 | ?           | ?                       | ?             |
| 2001-02 | ?           | ?                       | ?             |
| 2002-03 | ?           | ?                       | ?             |
| 2003-04 | ?           | ?                       | ?             |
| 2004-05 | ?           | ?                       | ?             |
| 2005-06 | ?           | ?                       | ?             |
| 2006-07 | ?           | ?                       | ?             |
| 2007-08 | 1/32 finale | ASM Oran                | 2-0           |
| 2008-09 | 1/16 finale | GC Mascara              | 1-0           |
| 2009-10 | ?           | ?                       | ?             |
| 2010-11 | dernier T.R | FCB Frenda              | 2-1 a.p       |
| 2011-12 | 1/32 finale | MB Constantine          | 1-1 t.a.b 5-3 |
| 2012-13 | dernier T.R | GC Mascara              | 2-1           |
| 2013-14 | ?           | ?                       | ?             |
| 2014-15 | ?           | ?                       | ?             |
| 2015-16 | ?           | ?                       | ?             |
| 2016-17 | 1/32 finale | JS Kabylie              | 5-0           |
| 2017-18 | ?           | ?                       | ?             |
| 2018-19 | dernier T.R | ARB Ghriss              | 0-0 t.a.b 4-3 |
| 2019-20 | dernier T.R | IRB Sougueur            | 1-0           |
| 2020-21 | N.J         | N.J                     | N.J           |
| 2021-22 | N.J         | N.J                     | N.J           |
| 2022-23 | 1/32 finale | ES Mostaganem           | 0-0 t.a.b 4-2 |
| 2023-24 | dernier T.R | JSM Tiaret              | 0-0 t.a.b 5-4 |
| 2024-25 | 1/32 finale | ES Mostaganem           | 0-0 t.a.b 5-4 |

## Personnalités du club

### Anciens entraîneurs du club
- Tahar Benferhat